# Sex on Fire
Sex on Fire – pierwszy singel z czwartego studyjnego albumu grupy Kings of Leon Only by the Night. Został wydany we wrześniu 2008.

## Lista utworów
7" płyta winylowa:
1. "Sex on Fire"
2. "Beneath the Surface"

CD:
1. "Sex on Fire"
2. "Knocked Up (Live)"